# Google Street View
Google Street View (с англ. — «Просмотр улиц») — функция Google Maps и Google Earth, позволяющая смотреть панорамные виды улиц многих городов мира с высоты около 2,5 метров.
На 2019 год снимки Google Street View доступны более чем в 3 тыс. городов из 65 стран.
По соображениям конфиденциальности применяется автоматическое затирание лиц людей и номеров транспортных средств. Оно иногда ухудшает качество изображения, так как затирает многие другие объекты по ошибке.

## Особенности сервиса
Углы обзора составляют 360° и 290° по горизонтали и вертикали соответственно. Сервис был запущен 25 мая 2007 года. Первоначально были доступны только фотографии нескольких городов США, но постепенно были сфотографированы города и в других странах. По состоянию на декабрь 2009 года можно посмотреть улицы городов США, Великобритании, Германии, Чехии, Франции, Италии, Мексики, Нидерландов, Португалии, Испании, Ирландии, Швейцарии, Канады, Японии, Тайваня, Польши, Украины, Сингапура, Австралии и Новой Зеландии, а также некоторых интерьеров Эрмитажа и Третьяковской галереи.
22 февраля 2012 года в картографическом сервисе появились панорамные снимки российских городов — Москвы, Санкт-Петербурга, Казани, Ульяновска и нескольких городов Московской и Ленинградской областей, а также панорамы некоторых регионов СНГ, Южной Кореи, Тайваня, Гонконга и Таиланда. В марте 2012 года отснята Болгария.
7 марта 2013 года были добавлены снимки ещё около 200 российских населённых пунктов, полностью отснята Московская область.
В мае 2013 года появились снимки улиц Калининградской области и Польши. Чуть позже были полностью отсняты Краснодарский край, Владимирская, Ивановская, Ярославская, Челябинская, Ленинградская, Брянская, Тульская, Белгородская области, Республика Адыгея и частично — Югра и Приморье. Также были добавлены важнейшие транспортные артерии страны.
В 2016 году Кыргызстан стал первой центральноазиатской страной, доступной к просмотру в режиме панорамных снимков.
В 2018 отснята Кировская область, в 2019 — Воронежская область, а в 2021 — Ямало-Ненецкий АО, Архангельская область, Бурятия, Омская область и Колымская трасса.
В начале 2024 года в сервисе стали доступны панорамные снимки Казахстана.

## Конфиденциальность
Google Street View размывает дома для любого пользователя, который подаёт запрос, кроме автоматического размывания лиц и номерных знаков. Обеспокоенность высоты камер была вызвана, по меньшей мере, в двух странах — Японии и Швейцарии. В итоге Google пришлось снизить высоту своих камер. Также существует услуга, позволяющая пользователям обозначать несоответствующие или чувствительные изображения для просмотра их сотрудниками компании и последующего удаления.

## Галерея
- Камеры Google Street View
- на автомобиле
- на велосипеде
- на пешеходе

## Использование сервиса для охраны окружающей среды
Сервис представляется возможным использовать в целях охраны окружающей среды и дистанционного выявления несанкционированных свалок твёрдых коммунальных, строительных и иных отходов. По результатам исследования, проведённого в трёх регионах Российской Федерации, посредством анализа панорамных снимков было выявлено 29 несанкционированных свалок, загрязнивших более 449 м² почвы. Эффективность метода обнаружения мест захоронения отходов путём анализа панорамных снимков составила от 81 % до 90 %.